# Evangelische Kirche (Ottweiler)

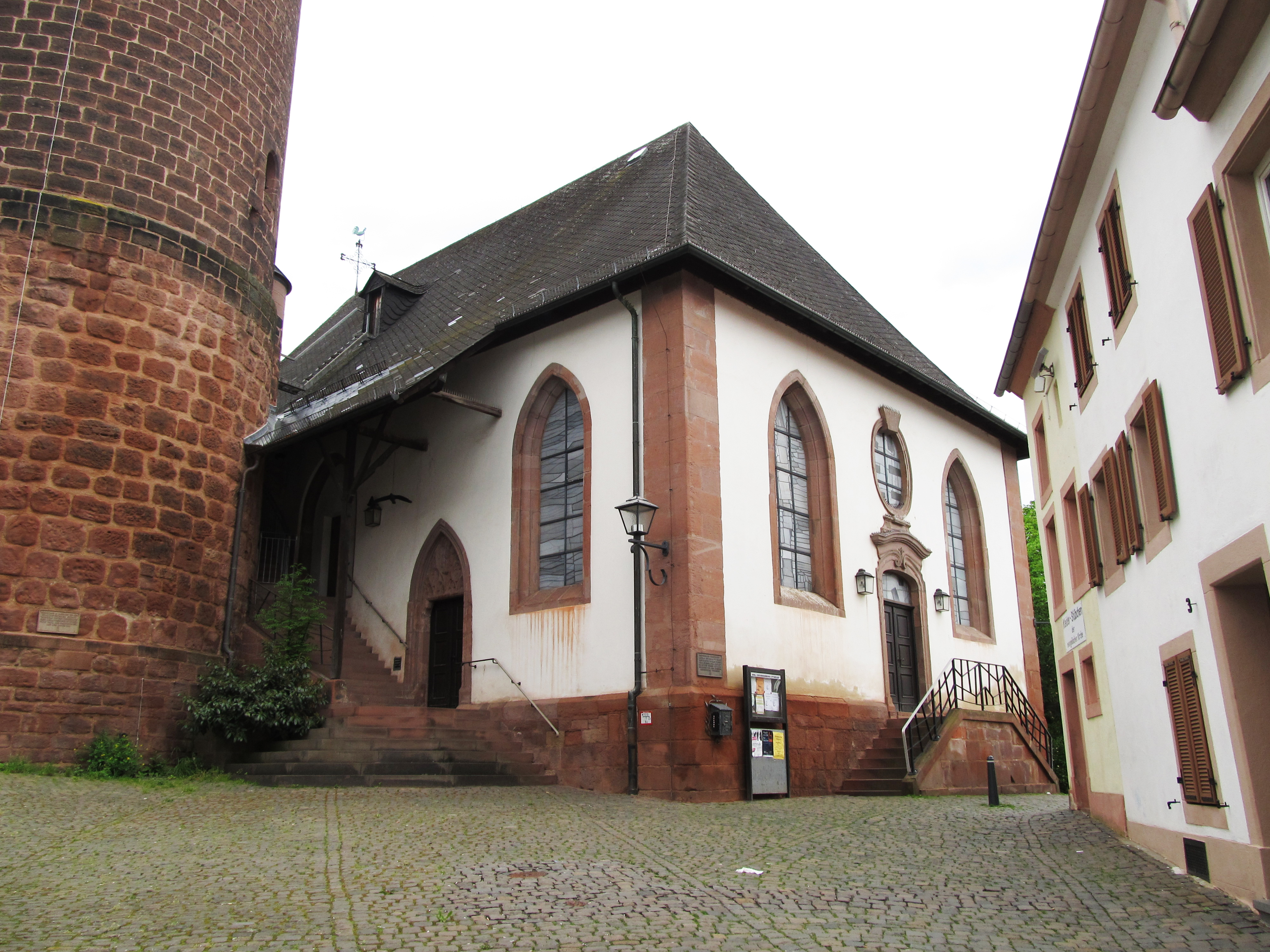
Protestantische Kirche Ottweiler

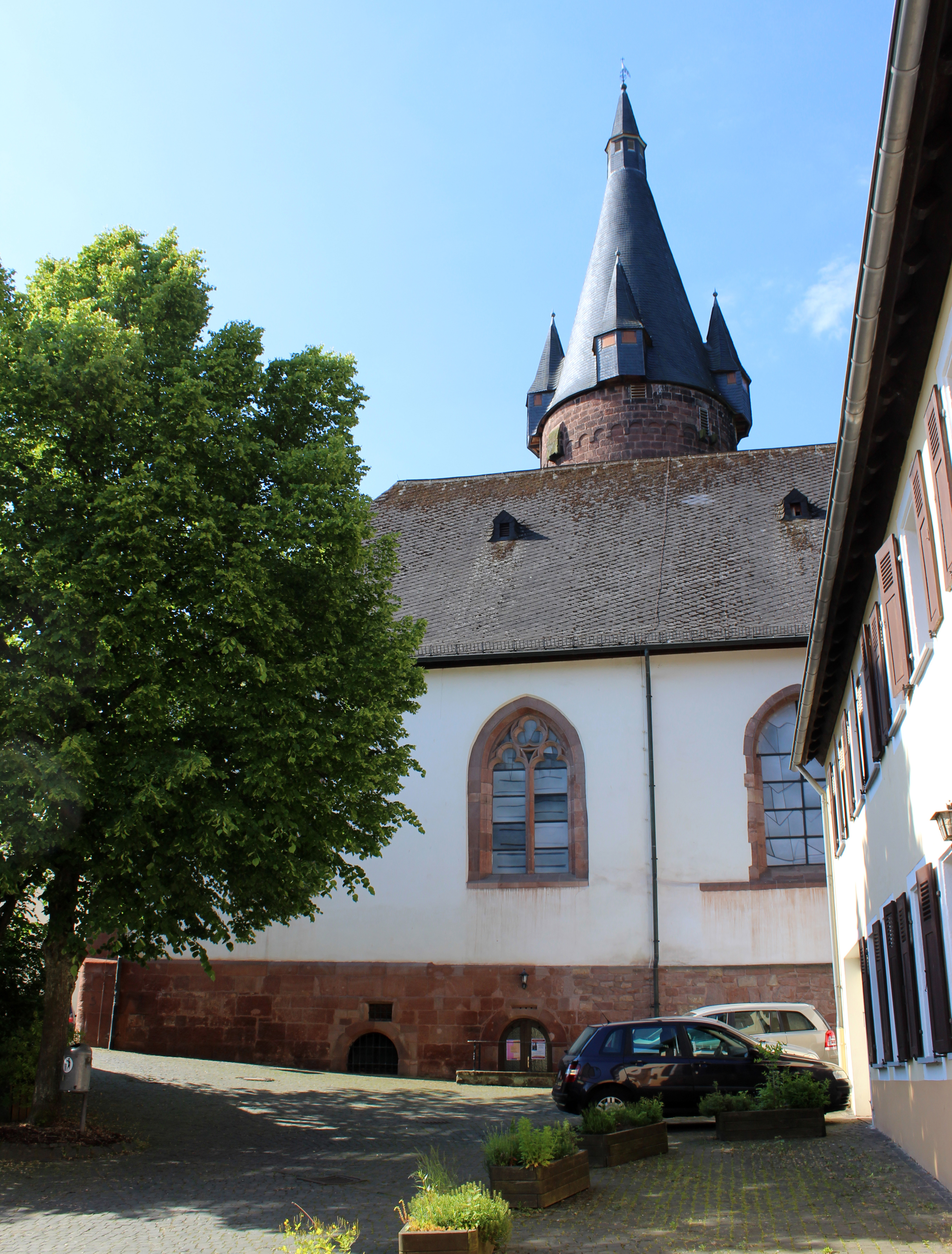
Weitere Ansicht der Kirche

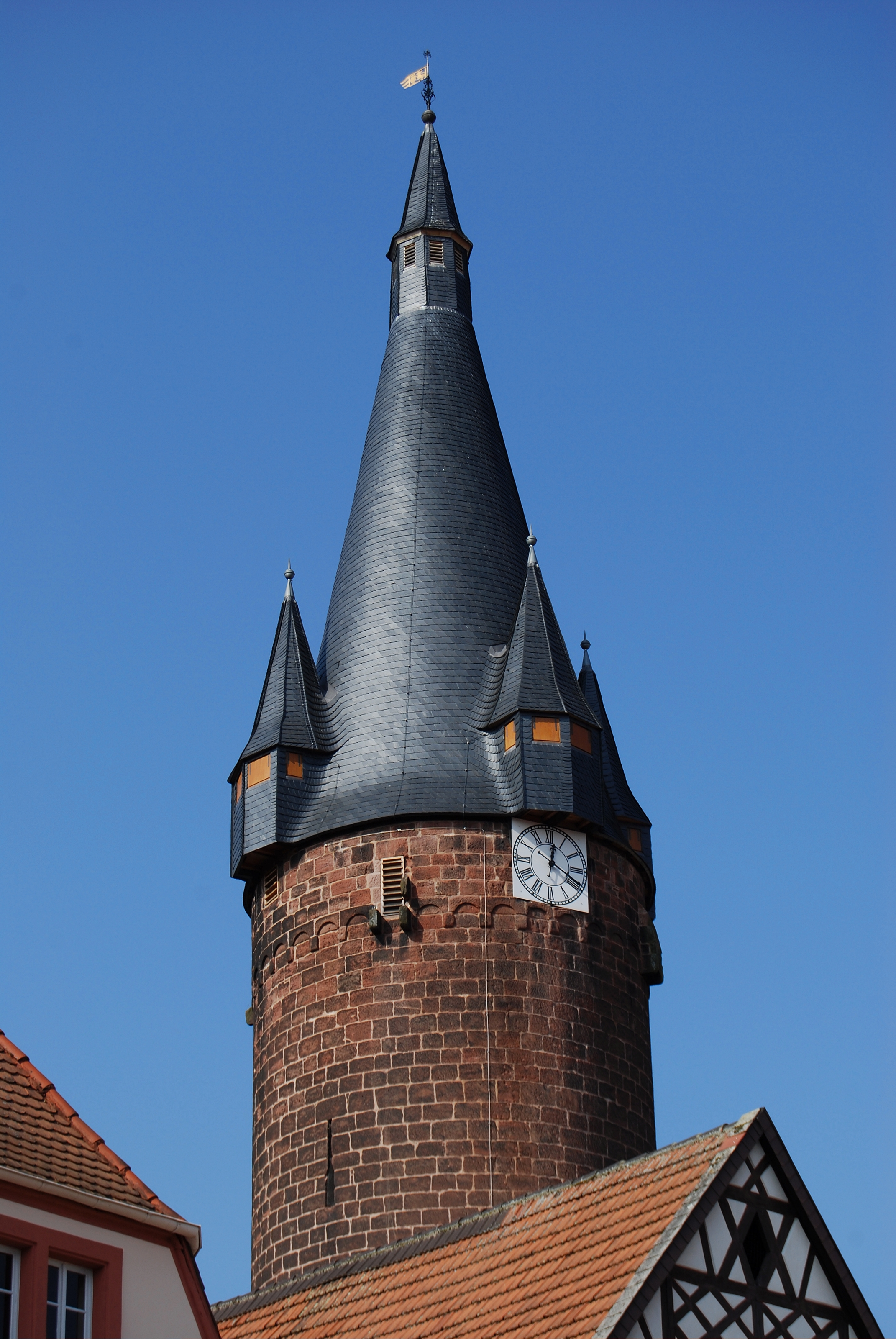
Glockenturm

Die Evangelische Kirche in der saarländischen Stadt Ottweiler ist ein Gotteshaus der Evangelischen Kirchengemeinde Ottweiler im Kirchenkreis Saar-Ost der Evangelischen Kirche im Rheinland. In der Denkmalliste des Saarlandes ist die Kirche als Einzeldenkmal aufgeführt.

## Geschichte
Das heutige Kirchengebäude geht auf eine 1477 errichtete Kapelle des Klosters Neumünster zurück, die 1684 von den Ottweiler Protestanten übernommen wurde und fortan als Pfarrkirche diente. 1701 erfolgte eine Erweiterung der Kirche nach Westen über die Stadtmauer hinaus, an der sie lag.
In den Jahren 1756 bis 1757 folgte eine Erweiterung nach Osten, sowie der Umbau in eine protestantische Predigtkirche mit Emporen nach Plänen des Architekten Friedrich Joachim Stengel (Saarbrücken). An der Ostwand entstand ein barockes Hauptportal, für dessen Entwurf mutmaßlich Stengels Werkmeister Karl Abraham Dodel verantwortlich zeichnete. Vor dem Portal entstand eine doppelläufige Freitreppe.
Von 1958 bis 1962 erfolgten Restaurierungs- und Umbaumaßnahmen, bei denen eine Stahlempore vor der Ostwand errichtet, der Fußboden mit Sandsteinplatten ausgelegt und neue Kirchenbänke aufgestellt wurden. Geleitet wurden diese Maßnahmen von den Architekten Günther Mönke und Hubertus Wandel (Saarbrücken).

## Ausstattung
Zur Ausstattung der Kirche gehören u. a. von dem Glasmaler Georg Meistermann (Karlsruhe) entworfene Fenster, die in den Jahren 1958 bis 1962 entworfen wurden und eine aus Keramik gefertigte Skulptur.
Die Orgel der Kirche wurde am 17. Juli 1976 fertiggestellt. Erbaut wurde sie von dem damaligen VEB Orgelbau der Firma Gebrüder Jehmlich (Dresden). Das Schleifladen-Instrument verfügt über 19 Register, verteilt auf 2 Manuale und Pedal. Die Spiel- und Registertraktur ist mechanisch.

## Turm und Glocken
Der Glockenturm ist der älteste Teil der Kirche. Er wurde im Jahr 1410 als Wehrturm errichtet. Im Jahr 1442 erhielt der Turm im Rahmen einer Umbaumaßnahme einen ein Helm mit vier Wichhäuschen. Bei dem Turmhelm handelt es sich um die älteste Holzkonstruktion im Saarland.

In den Jahren 2007 bis 2008 wurde der Turm nach Plänen des Architekten Dieter Groß (Ottweiler) einer Restaurierung und einem Umbau unterzogen, bei der im Turminneren eine Stahltreppe und eine Besucherplattform installiert wurden.
Im Turm befindet sich das Geläute der Kirche, bestehend aus drei Glocken. Das aktuelle Geläute wurde 2008 von der Glockengießerei Petit & Gebr. Edelbrock (Gescher) geliefert. Es handelt sich um drei Bronzeglocken, gegossen von dem Glockengießer Hans-Göran Hüesker, mit einem dreistimmigen Te-Deum-Motiv in fis' – a' – h'. Es ersetzte ein rostanfälliges Geläute, bestehend aus drei Gussstahlglocken des Bochumer Vereins in der Tonfolge cis' – e' – fis' von 1921. Diese Glocken stehen heute in einem Park in Ottweiler und wurden mit einem Rostschutzanstrich in grauer Farbe versehen.

Während des Ersten Weltkrieges mussten 1917 zwei Glocken zu Kriegszwecken abgegeben werden: Zum einen eine 1853 gegossene Glocke von Johann und Wilhelm Mabilon (beide Saarburg) und die sogenannte Königsglocke, gegossen 1882 von Meister Götzger aus Kaiserslautern. Letztere ersetzte eine 1882 zersprungene Glocke, die Bestandteil eines Geläutes aus drei Glocken war und ins 18. Jahrhundert datiert. Eine Glocke dieses Geläuts zersprang bereits 1740. Bis 1921 besaß die Kirche ein Silberglöckchen aus dem 16. Jahrhundert, das an der Krone in gotischer Fraktur die Inschrift „GRACIA DIVINA DEPPELAT CVNCTA NOCIVA“ mit der Jahreszahl 1519 trug. Sie wurde für 1000 Mark an die Kirchengemeinde Leopoldsthal verkauft.

Seit 1954 befindet sich im Turm auch ein Glockenspiel, das aus rund 30 Glocken besteht.